# Розплуце-Перші
Розплуце-Перші (пол. Rozpłucie Pierwsze) — село в Польщі, у гміні Людвін Ленчинського повіту Люблінського воєводства.
Населення — 130 осіб (2011).

## Демографія
Демографічна структура станом на 31 березня 2011 року:
|          | Загалом | Допрацездатний вік | Працездатний вік | Постпрацездатний вік |
| -------- | ------- | ------------------ | ---------------- | -------------------- |
| Чоловіки | 61      | 12                 | 42               | 7                    |
| Жінки    | 69      | 21                 | 35               | 13                   |
| Разом    | 130     | 33                 | 77               | 20                   |